# Daimler Buses

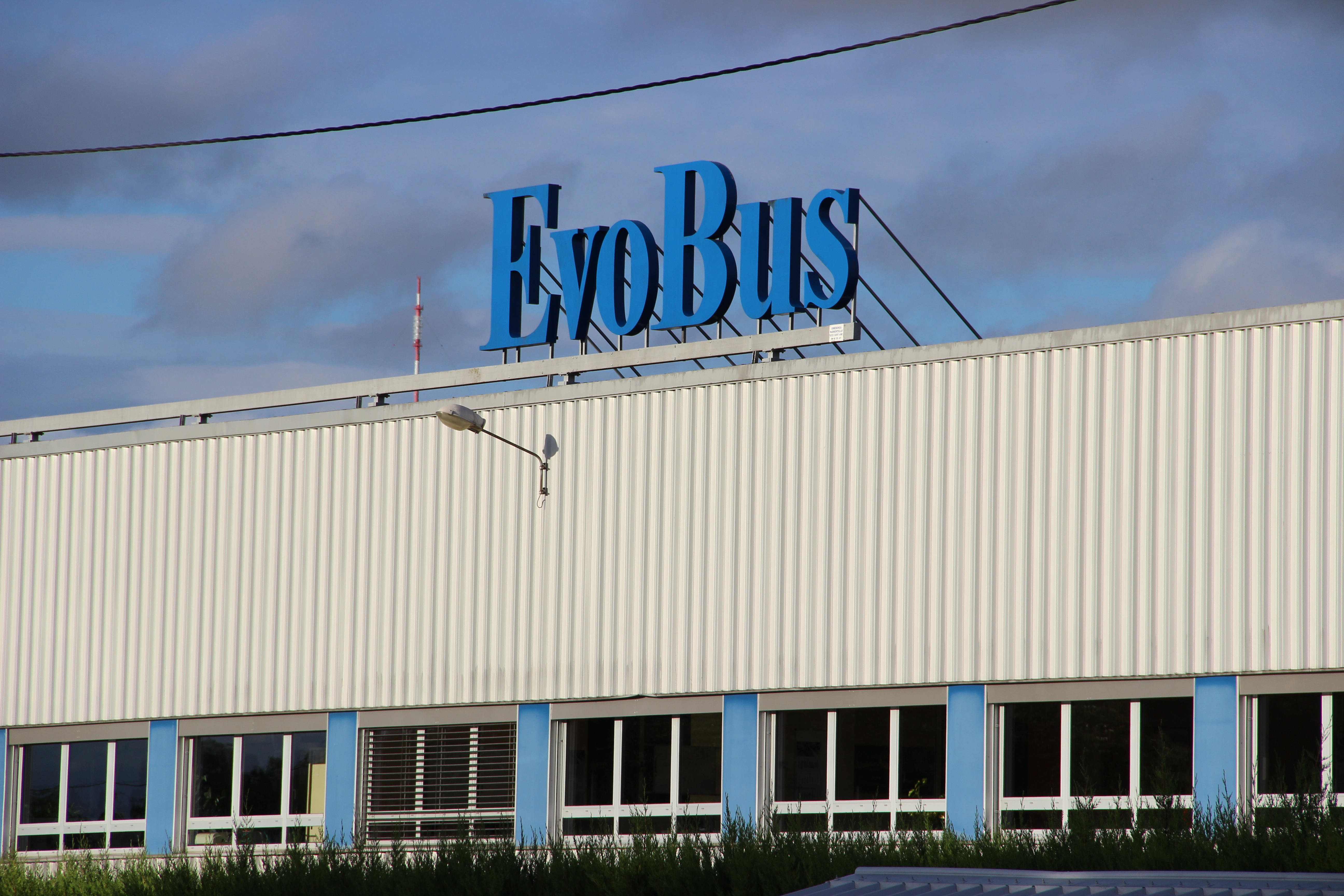
Stabilimento Evobus a Ligny-en-Barrois, in Francia

Daimler Buses GmbH, nota fino al 2023 come EvoBus, è un'azienda tedesca controllata da Daimler Truck e parte del gruppo Daimler che produce autobus e pullman coi marchi Mercedes-Benz e Setra, occupandosi inoltre della manutenzione attraverso OMNIplus e della vendita di autobus usati con BusStore.

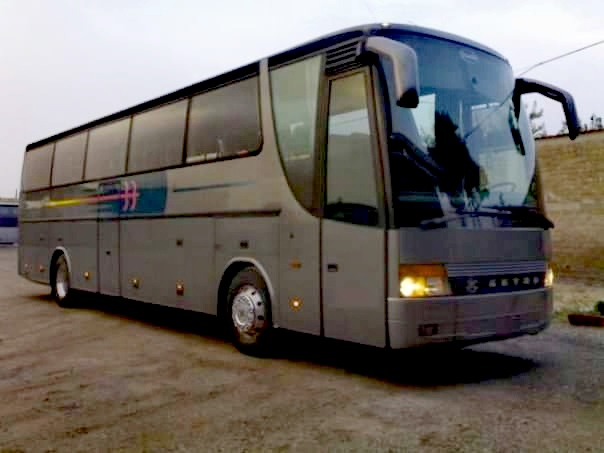
Un Setra S 315 HDH

## Impianti
Lo stabilimento di produzione di Mannheim è dedicato alla costruzione degli autobus urbani/suburbani/extraurbani della linea Citaro a marchio Mercedes-Benz, c'è poi quello di Nuova Ulma dove sono prodotti gli autobus Setra, ed altri impianti in Spagna (costruzione telai a marchio Mercedes-Benz), Repubblica Ceca e Turchia, in quest'ultimo sono prodotti gli autobus turistici a marchio Mercedes-Benz.

## Prodotti

### Autobus

#### Con marchio Mercedes-Benz
- Citaro (dal 1998)
- Cito (1999-2003)
- Conecto (dal 1996)
- Integro (dal 1996)
- Intouro (dal 1999)
- O405 (1995-2001)
- O405N (1995-2001)
- Tourismo (dal 1995)
- Travego (dal 1999)

#### Con marchio Setra
- ComfortClass 500
- MultiClass 400
- TopClass 500